# Sanborns
Sanborns is een keten van warenhuizen, restaurants en apotheken in Mexico.
De eerste Sanborns werd in 1903 in Mexico-Stad geopend door de gebroeders Walter en Frank Sanborn, van Amerikaanse afkomst. Tijdens de Mexicaanse Revolutie gebruikten de troepen van Emiliano Zapata het eerste Sanbornsrestaurant in Mexico-Stad als ontmoetingspunt, een foto van Zapatistische revolutionairen genomen in Sanborns werd een van de bekendste beelden van de Revolutie en droeg bij aan de naamsbekendheid van het restaurant.
In 1919 verliet Walter Sanborn Mexico wegens de voortdurende politieke onrust, zodat de keten geheel in handen van Frank kwam. In datzelfde jaar kocht Sanborns het monumentale 16e-eeuwse Casa de los Azulejos (Huis van de Tegels), tegenwoordig de bekendste vestiging van de keten.
In 1946 werd Sanborns opgekocht door de Amerikaanse drogisterijketen Walgreens, die het in 1985 ten slotte doorverkocht aan Carlos Slim, nog steeds de eigenaar van de keten.
Momenteel heeft Sanborns zo'n 175 vestigingen. In 2005 opende de eerste Sanborns buiten Mexico zijn deuren in El Salvador.